# Нардек
Нардек (от тур. nardäŋk «сироп из гранатового сока», также арбузный мёд)  — очищенный и сильно упаренный сок, получаемый из мякоти зрелых плодов арбуза. Имеет консистенцию мёда, коричневый цвет, сладкий вкус и содержит не менее 60% сахара. Мякоть отделяют от корки, протирают сквозь сито и отцеживают сок. После фильтрации его кипятят, снимая пену, затем упаривают в 9—10 раз. Для получения 1 кг нардека требуется 16—17 кг арбузов сладких сортов.
Использовался для приготовления сарептинских пряников.
Также является традиционным десертным блюдом донской казачьей кухни.

Нардекъ — это есть донской десертъ, приготовляемый исключительно на Дону по станицамъ казачками. Приготовленіе нардека происходит осенью, когда поспеютъ арбузы, изъ которыхъ онъ приготовляется следующимъ образомъ: изъ спелыхъ, преимущественно, мелкихъ арбузовъ, выдалбливается ложками мякишь, которая затемъ продавливается черезъ сито. Полученная сладкая красноватая жидкость (сиропъ) сливается въ чугунный котёлъ, который кипятится въ горне на открытомъ воздухе до техъ поръ, пока не получится сиропъ, консистенція котораго зависитъ отъ продолжительности кипеченія. Обыкновенная густота нардека подобна консистенціи самыхъ густыхъ сливокъ или мёда. Употребляется нардекъ, главнымъ образомъ, какъ десертъ и какъ пищевое вещество за завтракомъ, въ полдень, причёмъ его едятъ съ хлебомъ и особенно его любятъ есть донскія казачки съ пышками. Употребленіе нардека безъ привычки или въ большомъ количестве вызываетъ у некоторыхъ лицъ симптомы остраго гастрита, выражающіеся въ жженіи подъ ложечкой, тошноте, а иногда и рвоте. Привычные же къ нему донскіе казаки и казачки едятъ нардекъ въ большомъ количестве безъ всякаго вреда для своего здоровья.— А.С. Щербаковъ, журнал «Наша пища» 1891 г.
Известен нардек из камышинского арбуза. Отведать его можно, посетив ежегодный Камышинский арбузный фестиваль[значимость факта?].